# Dirfi
Dirfi (řecky Δίρφη) je s nadmořskou výškou 1743 metrů nejvyšší hora řeckého ostrova Euboia. Nachází se na území obce, která je podle ní pojmenována Dirfys-Messapia, 28 km  severovýchodně od metropole ostrova Chalkis. Hora má kuželovitý tvar, pro který bývá nazývána „řecká Fudži“. Patří mezi ultraprominentní vrcholy. V letních měsících je populární turistickou atrakcí (v nadmořské výšce 1150 m se nachází útulna provozovaná chalkidským horolezeckým klubem), v zimě je nepřístupná kvůli častým sněhovým bouřím. Na svazích rostou kaštanovníky, platany a jedle řecká, vrcholové partie jsou bez stromů. Součástí masivu Dirfi jsou i krasové jeskyně. Ve starověku se na vrcholu nacházela svatyně bohyně Héry.